# Аристолей
Аристолей — давньогрецький художник кінця IV століття до н. е. Відомий за згадками у Плінія. Син і учень Павсія зі Сікіона.
Славився тонким відображенням почуттів і пристрастей.

## Відомі картини
- «Медея»
- «Епамінонд»
- «Перикл»